# Moisés Becerra
Moisés Becerra Alvarado (n. 26 de diciembre de 1926, Dulce Nombre, Honduras - +30 de noviembre de 2018, Italia. Artista de reconocimiento internacional por sus pintura. Biografía del pintor Moisés Becerra, nació el 26 de diciembre del año 1926, de Copán, Honduras.
Realizó sus estudios básicos en las escuelas públicas de la localidad. En 1940 se fundaría la Escuela Nacional de Bellas Artes, en Honduras, en la capital.
El Maestro santarrosense Arturo López Rodezno, el cual era el directo de dicha escuela, graduándose en el año 1962 y recibiendo una invitación para continuar sus estudios en la Academia de Arte de Roma, Italia.
El artista tiene un estilo definido en la Neo Figuración Plástica en el cual no se aleja de la realidad en sí.
En 1987, fue premiado el Premio Marconi, el más importante fue campo artístico en Italia. Lamentablemente falleció el 30 de noviembre de 2018 en Milán, Italia.

## Biografía
Originario del Municipio de Dulce Nombre de María del Departamento de Copán, situado en el occidente de la república de Honduras. Fue hijo de Víctor Longino Becerra Váldez, originario de León, Guanajuato, México, y su madre Sofia Alvarado Tábora hija de un rico terrateniente Santos Alvarado Dubón, originarios de Dulce Nombre, hermano de Longino Becerra. Recibió sus estudios básicos en las escuelas públicas de la localidad. En 1940 se fundaría la Escuela Nacional de Bellas Artes (Honduras) en la capital de la república y al saber que el maestro santarrosense Arturo López Rodezno, ocuparía la dirección de dicha escuela se matriculó graduándose de la misma y obteniendo en 1962 una invitación para continuar sus estudios en la Academia de Arte de Roma, Italia; graduándose con honores.
El artista se definió dentro de la corriente de la Neo Figuración Plástica en cual no se aleja de la realidad en sí, no aparta el mundo objetivo ni el sujeto de sus obras, es decir el hombre y sus quehaceres. Se trasladaría a la ciudad de Milán, Italia donde fundaría una galería de arte para promover la pintura latinoamericana; durante su residencia allá se desempeñó también en la docencia en el Instituto Constanza y la Academia Modigliani.

## Reconocimientos
En 1987, fue premiado el Premio Marconi, el más importante  fue campo artístico en Italia.

## Estilo de pintura
Al regresar a su país Honduras abrió un estudio donde expuso sus trabajos denotando a la figura humana y la vida del pueblo pintoresco hondureño, además impulsó la Escuela de Arte Cubista.
En sus principios, Becerra pintó paisajes dentro del estilo impresionista, por el cual fue influido por el maestro Max Euceda. Por los impactos de la Segunda Guerra Mundial, Becerra empezó a experimentar en el estilo de expresionismo social. Cuando se trasladó a la Academia de Roma, ensayó en el estilo cubista. Finalmente en los años sesenta, Becerra tornó al neo figurativismo cual es el que cultiva ahora. Becerra nunca abandona los temas Hondureños, sobre todo los que se refieren al trabajo de los hombres, las mujeres y hasta los niños.